# 和歌山銀行
株式会社和歌山銀行（わかやまぎんこう）は2006年まで存在し、和歌山県和歌山市に本店を置いていた第二地方銀行。通称は和銀（わぎん）。統一金融機関コードは0558、合併前時点での店舗数は34ヶ店。金融グループ「紀陽フィナンシャルグループ」の金融持株会社である紀陽ホールディングスの完全子会社だった。

## 概要
2006年10月10日をもって、同じ和歌山県で紀陽ホールディングスの完全子会社である地方銀行の紀陽銀行と合併し、解散した。
2006年4月1日付で合併時に統廃合を行わない6店舗の内、4店舗の店舗名改称を行った。これに伴って、本店営業部は和歌山中央支店と改称された。また、6月の株主総会前後の人事異動で、これら6店舗の支店長はすべて紀陽銀からの出向者となった。
合併と同時にシステム統合を実施を行なった。これにより、合併後は旧和歌山銀行の通帳は使用できなくなった。
和歌山銀行の消滅後、和歌山県に本拠を置く銀行は紀陽銀行が唯一となった。

## 店舗
紀陽銀行との合併後、和歌山銀行の店舗は6店舗を除いてすべて近隣の紀陽銀行の店舗に統合された。紀陽銀行の支店として現在も口座勘定が存続しているのは、国体道路支店（旧和歌山銀行 東和歌山支店）、松ヶ丘支店（旧和歌山銀行 西浜支店）、宮北支店、大阪中央支店（旧和歌山銀行 大阪支店）、高田支店の5支店のみである。
| 店番 | 店名         | 出張所 母店 | 住所                                   |
| 002  | 本店営業部   |             | 和歌山市七番丁24                       |
| 003  | 扇之芝       |             | 和歌山市湊通丁北1-1-2・3               |
| 005  | 東和歌山     |             | 和歌山市美園町5-4-20                   |
| 007  | 松江         |             | 和歌山市松江北7-10-1                   |
| 008  | 紀の川       |             | 和歌山市市小路字天王187-3              |
| 009  | 宮北         |             | 和歌山市黒田185-3                      |
| 010  | 宮           |             | 和歌山市秋月559-1                      |
| 011  | 海南         |             | 海南市日方1272-51                      |
| 012  | 野上         |             | 海南市野上中346-1                      |
| 013  | 打田         |             | 和歌山県那賀郡打田町大字西大井99-2     |
| 014  | 高野口（出） | 橋本        | 和歌山県伊都郡高野口町大字名倉174・175 |
| 015  | 湯浅         |             | 和歌山県有田郡湯浅町大字湯浅1055-7     |
| 016  | 箕島         |             | 有田市箕島1414-4                       |
| 018  | 御坊         |             | 御坊市湯川町財部181                    |
| 019  | 田辺         |             | 田辺市栄町38-2                         |
| 022  | 新宮         |             | 新宮市仲之町3-1-4                      |
| 025  | 園部         |             | 和歌山市園部853-6                      |
| 031  | 大阪         |             | 大阪市中央区安土町2-5-5                |
| 035  | 住吉         |             | 大阪市住吉区苅田2-16-14                |
| 040  | 貝塚         |             | 貝塚市石才540-14                       |
| 042  | 岸和田       |             | 岸和田市土生町2068-14                  |
| 043  | 堺           |             | 堺市百舌鳥梅町3-21-1                   |
| 044  | 守口（出）   | 大阪        | 守口市京阪本通2-10-8                   |
| 045  | 東佐野       |             | 泉佐野市鶴原832-1                      |
| 046  | 高石         |             | 高石市西取石3-6-12                     |
| 049  | 久米田       |             | 岸和田市池尻町94-1                     |
| 050  | 橋本         |             | 橋本市市脇4-10-25                      |
| 051  | 五条         |             | 五條市新町2-1-33リバーサイドホテル内   |
| 053  | 高田         |             | 大和高田市北片塩町12-23                |
| 054  | 岩出         |             | 和歌山県那賀郡岩出町大字相谷20-1       |
| 055  | 西浜         |             | 和歌山市松ヶ丘2-6-14                   |
| 056  | 和歌浦東     |             | 和歌山市和歌浦東3-1-20                 |
| 057  | 山東         |             | 和歌山市吉礼61-8                       |
| 061  | 貴志川       |             | 和歌山県那賀郡貴志川町神戸176-4        |

上記の表からもわかるように、和歌山銀行と紀陽銀行の店舗は多くの場所で重複していたので、吸収合併消滅会社である和歌山銀行の店舗のほとんどが存続できなかったのである。

## 沿革
- 1921年1月 - 和歌山無尽株式会社として設立。
- 1951年10月 - 相互銀行に転換、株式会社和歌山相互銀行に商号変更。
- 1989年2月 - 普通銀行に転換、株式会社和歌山銀行に商号変更。
- 2005年3月16日 - 紀陽銀行とのあいだで、持株会社方式による経営統合に合意。
- 2006年
  - 2月1日 - 紀陽銀行との持株会社である紀陽ホールディングスを設立。
  - 4月1日 - 合併により存続する支店のうち、重複する店名の変更を先行実施（本店営業部→和歌山中央支店etc.）
  - 10月10日 - 紀陽銀行に吸収合併され解散。
- 2019年4月8日 - 紀陽銀行への合併後も、同行の和歌山中央支店として存続していた和歌山銀行 本店営業部の口座勘定が消滅する。

## 備考
- イメージキャラクターにアニメ映画「アメリカ物語」の主人公ファイベル（Fievel）を起用していた。粗品などでは、同作品のファイベル以外のキャラクターも採用された[3]。